# Sukakerta (Cilamaya Wetan)
Sukakerta is een bestuurslaag in het regentschap Karawang van de provincie West-Java, Indonesië. Sukakerta telt 5602 inwoners (volkstelling 2010).